# Joe Loss
Joe Loss OBE (* 22. Juni 1909 in Spitalfields, London; † 6. Juni 1990; vollständiger Name Joshua Alexander Loss) war ein britischer Musiker und Big-Band-Leiter.

## Biografie
Joe Loss war der Sohn russischer Einwanderer. Er erwies sich als begabter Violinist, lernte das Instrument an der Hackney Academy of Music. Er bekam Stipendien für das Trinity College of Music und die London School of Music. Seine erste Tanzband gründete er als Teenager, seine ersten beruflichen Schritte als Musiker machte er als Stummfilmbegleitung im Kino.
Loss spielte in verschiedenen Tanzorchestern und hatte ab 1930 seine erste eigene siebenköpfige Gruppe, die im Londoner Astoria Ballroom spielte. Drei Jahre später folgte der erste Radioauftritt. In der Folge wurde das Joe Loss Orchestra zu einem der beliebtesten britischen Tanzorchester weit über die Landesgrenzen hinaus. Es überstand nicht nur den Zweiten Weltkrieg ohne Einbruch und nennenswerte Umbesetzungen, auch dem Wechsel des Musikgeschmacks in der Rock-and-Roll- und Beat-Ära passte sich Loss an und war bis weit in die 60er Jahre hinein auch in den Charts erfolgreich. Zu den bekanntesten Sängern gehörten Chick Henderson, Vera Lynn, Ross McManus und ab 1972 Todd Miller. Das Orchester spielte häufig vor dem englischen Königshaus, unter anderem bei zwei königlichen Hochzeiten, mehrfach auf Weltreisen mit der Queen Elizabeth 2 und als erstes westliches Tanzorchester in der Volksrepublik China.
Joe Loss wurde 1978 in den Order of the British Empire aufgenommen. Er leitete sein Orchester bis 1989, bis er alters- und krankheitsbedingt die Leitung an Todd Miller übergab. 1990 starb er im Alter von 80 Jahren. Miller, den Loss 1972 als Sänger geholt hatte, führte 2010 durch das 80-jährige Jubiläum des Joe Loss Orchestra.

## Diskografie
- The Scene Changes
- I Know Now
- Please Be Kind
- 1939: Little Sir Echo
- 1939: Are you having any fun?
- 1939: Wish me luck (as you wave me goodbye)
- 1940: My prayer
- 1940: South of the Border (Down Mexico Way)
- 1940: Beer Barrel Polka
- 1940: Blue Orchids
- 1940: Till the Lights of London Shine Again
- 1941: In the Mood
- 1944: You’ll Never Know
- 1944: No Other Love
- 1945: Swinging on a Star
- 1945: I’ll Be Seeing You
- 1948: Chi-Baba, Chi-Baba (My Bambino Go to Sleep)
- 1949: Say Something Sweet to Your Sweetheart
- 1949: Far Away Places
- 1949: A Little Bird Told Me
- 1950: My Foolish Heart
- 1956: Love Walked In
- 1961: Wheels Cha Cha
- 1961: Sucu Sucu
- 1962: The Maigret Theme
- 1962: Must Be Madison
- 1964: March of the Mods
- 1977: 30 Golden Greats (mit The Black & White Minstrels, UK: Gold)[3]